# Strażnica WOP Lubin
Strażnica WOP Lubin – podstawowy pododdział graniczny Wojsk Ochrony Pogranicza.

## Formowanie i zmiany organizacyjne
Strażnica została sformowana w 1945 w strukturze 15 komendy odcinka Międzyzdroje jako 74 strażnica WOP (Lubień) o stanie 56 żołnierzy. Kierownictwo strażnicy stanowili: komendant strażnicy, zastępca komendanta do spraw polityczno-wychowawczych i zastępca do spraw zwiadu. Strażnica składała się z dwóch drużyn strzeleckich, drużyny fizylierów, drużyny łączności i gospodarczej. Etat przewidywał także instruktora do tresury psów służbowych oraz instruktora sanitarnego.
Z dniem 1.04.1947 strażnica, pozostając nadal w strukturach 15 komendy odcinka, została przekazana do szczecińskiego oddziału WOP nr 3.
W związku z reorganizacją oddziałów WOP w 1948, strażnica podporządkowana została dowódcy 46 batalionu OP. Od stycznia 1951 strażnica podlegała dowódcy 125 batalionu WOP. Od 15 marca 1954 wprowadzono nową numerację strażnic, a 74 strażnica otrzymała nr 72. Stacjonowała wtedy w Wisełce?.

## Ochrona granicy
Strażnice sąsiednie:
73 strażnica WOP Hafferborst ⇔ 75 strażnica WOP Wołyń (Wollin)

## Dowódcy strażnicy
- por. Henryk Rokicki – co najmniej od 1955[9]